# Le Sursis (bande dessinée)
Pour les articles homonymes, voir Le Sursis.
Le Sursis est une bande dessinée de Jean-Pierre Gibrat parue en deux tomes aux éditions Dupuis dans la collection « Aire libre ».

## Synopsis
Dans la petite ville de Cambeyrac, en Aveyron, la guerre perturbe peu les habitants jusqu'à l'ordre de mobilisation et l'apparition de patrouilles allemandes. Julien Sarlat, appelé pour le Service du travail obligatoire, saute du train qui l'emmène en Allemagne, déserte et se cache dans le vieux pigeonnier du village afin d'échapper aux collaborationnistes. Le train dans lequel il devait se trouver ayant été la cible d'une attaque, il est alors considéré comme mort. Du pigeonnier, il assiste à son propre enterrement et devient le témoin privilégié de la vie des villageois, partagés entre résistance et sympathie pour l'occupant. Il en profite également pour observer la jolie Cécile. Il sort de sa cachette et finit par rejoindre la Résistance.
La narration est l'occasion pour l'auteur de célébrer l'héroïsme des gens ordinaires face à l'Occupation et la vie dans les campagnes françaises.
Le Vol du corbeau, du même auteur, reprend certains personnages et suit chronologiquement Le Sursis.

## Albums en édition originale
1. Le sursis, tome 1, par Jean-Pierre Gibrat, Dupuis, collection « Aire libre », 1997 ;
2. Le sursis, tome 2, par Jean-Pierre Gibrat, Dupuis, collection « Aire libre », 1999.

## Récompenses
- Prix Inter-Festival (1998)
- Prix du Calisson d'or au festival d'Aix-en-Provence (1998)
- Prix du meilleur dessin au festival de Chambéry (1998)
- Prix du meilleur album par l'ALBD (1998)
- Prix du meilleur album aux festivals de Charleroi, Solliès-Ville et Sierre, (1998)[2]
- Prix des libraires de bande dessinée au Festival d'Angoulême 1998